# Geraldine (Neuseeland)
Geraldine ist ein Ort im Timaru District der Region Canterbury auf der Südinsel von Neuseeland.

## Namensherkunft
Der Ort hieß ursprünglich Talbot Forest und wurde 1857 zu Ehren des ersten Superintendenten von Canterbury, dem Iren Edward FitzGerald zunächst in FitzGerald umbenannt. Später folgte die Umbenennung in Geraldine, dem Namen des Clans der Familie in Irland.

## Geographie
Geraldine liegt rund 46 km südwestlich von Ashburton und rund 35 km nördlich von Timaru. Durch den Ort fließt der Waihī River und die Flüsse Orari River und der Hae Hae Te Moana River fließen östlich und westlich an dem Ort vorbei. Bis zu den Ausläufern der Four Peaks Range sind es nur wenige Kilometer und bis zur Küste zum Pazifischen Ozean rund 20 km.

## Geschichte
Das Gebiet von Geraldine wurden von den Europäern in den 1840er Jahren besiedelt. 1854 baute der Siedler Samuel Hewlings die erste Rindenhütte in der heutigen Talbot Street. Er heiratete die Māori Nga Hei und pflanzte anlässlich der Geburt seiner Tochter einen Totara-Baum, der noch heute in dem Ort steht.
Geraldine bekam 1884 einen Stadtrat und wurde 1905 ein selbstständige Borough, 1908 aber in den Wahlbezirk von Ashburton eingemeindet und die Hotels des Ortes geschlossen. Bis 1950, als das Geraldine Licensing Trust Hotel neu eröffnete, gab es keinen Alkoholausschank.

## Bevölkerung
Zum Zensus des Jahres 2013 zählte der Ort 2301 Einwohner, 2,7 % mehr als zur Volkszählung im Jahr 2006.

## Wirtschaft
Der Ort ist Zentrum eines landwirtschaftlich geprägten Gebietes, in dem Milchviehhaltung, Schaf- und Rinderzucht, Hirschzucht, Acker- und Landbau betrieben werden. Von Geraldine aus wird auch der umliegende Staatswald verwaltet. Der Ort hat u. a. einen Ruf als Ort der Künstler und Handwerker, die ihre Werke in der Stadt oder nahegelegene Ateliers verkaufen.

## Sehenswürdigkeiten
Geraldine besitzt eine dörfliche Atmosphäre mit Wäldern und alten Siedlerhäusern. In der Nähe von Geraldine befindet sich der Peel Forest, ein Steineibenwald, in dem neben einer reichen Vogelwelt auch Reste der frühen europäischen Besiedelung zu finden sind.

## Persönlichkeiten
- Carl Meyer (* 1981), Ruderer
- Hayden Paddon (* 1987), Rallyefahrer